# 哈桑·阿卜杜拉·努里
哈桑·阿卜杜拉·努里（阿拉伯语：حسان عبد الله النوري，1960年—），是一名叙利亚政治人物，曾经竞选2014年敘利亞總統選舉，获得4.3%的选票。
他曾经在沃伦国立大学获得博士学位，不过这是一所未认证的野鸡大学，2009年被迫关闭。他曾经担任叙利亚国会议员以及行政发展部部长，现在是一名商人。